# 細銀漢魚屬
細銀漢魚屬為輻鰭魚綱銀漢魚目銀漢魚科的其中一屬。

## 分類
細銀漢魚科其下分3種：
- - 非洲細銀漢魚(Atherion africanus)
  - 糙頭細銀漢魚(Atherion elymus)
  - 麥氏細銀漢魚(Atherion maccullochi)